# Seibō Kitamura
Seibō Kitamura (北村 西望, Kitamura Seibō), né le 16 décembre 1884 et mort le 4 mars 1987, est un sculpteur japonais. Connu comme le créateur de la statue de 10 m de haut du parc de la Paix de Nagasaki, il est souvent appelé « Seibo ».

## Biographie
Né dans un village appelé Minamiarima, (à présent Minamishimabara) le 16 décembre 1884, Seibō Kitamura entre en 1903 à l'Université municipale des Arts de Kyoto pour étudier la sculpture. Diplômé en 1907, il intègre immédiatement l'université des beaux-arts de Tokyo dont il reçoit un deuxième diplôme de sculpture en 1912. Il commence à sculpter à plein temps après sa sortie du service militaire en 1915 et est nommé professeur à l'École des Beaux-Arts de Tokyo en 1921. Il est membre de l'Académie japonaise des arts en 1925.
Kitamura présente certains de ses travaux dans la catégorie « sculpture mixte » des compétitions artistiques aux Jeux olympiques de 1932 mais ne remporte pas de médaille. Il est connu comme le créateur de la statue de 10 m de haut du parc de la Paix de Nagasaki. La statue et le parc se trouvent près de l'hypocentre de l'explosion de la bombe atomique le 9 août 1945. La dessin de la statue est choisi lors d'un concours ouvert et dévoilé au public le 1er avril 1955 à l'ouverture du parc. La main droite de la statue est pointée vers le ciel, avertissant de l'endroit d'où viendront la bombe et la mort, sa main gauche est tendue dans un geste de paix et ses yeux sont fermés dans la prière pour les âmes de ceux qui sont morts. Une jambe est repliée en position de méditation mais le pied gauche est sur le sol, comme prêt à se lever et à aider les gens. La statue et le parc sont un mémorial pour les habitants de Nagasaki morts dans l'explosion de la bombe atomique.
Kitamura reçoit de nombreuses distinctions locales et nationales pour son travail tout au long de sa vie. Il meurt à Tokyo le mars 1987 à l'âge de 102 ans. Un certain nombre de ses œuvres sont exposées au château de Shimabara où le yagura est un musée consacré à sa vie et à son travail.

## Source de la traduction
- (en) Cet article est partiellement ou en totalité issu de l’article de Wikipédia en anglais intitulé « Seibo Kitamura » (voir la liste des auteurs).